# 足利大学全学応援団
足利大学全学応援団（あしかがだいがくぜんがくおうえんだん）は、足利大学のクラブのひとつ。全日本学生応援団連盟に加盟している。

## 活動
「人を応援する足る自分を創る」という基本理念の基、日々活動をしている。その活動の一環として足利市を中心に歳末助け合い募金、老人ホーム慰問、定例リーダー公開祭の収益金の全額寄附などのボランティア活動を行っている。

## 団旗
団旗はスクールカラーである濃紺で、大学の校章・名前が入っている。縦 4 m 90 cm、横 6 m 15 cm、大きさにして畳17畳敷き、団旗の槍先の長さ 46 cm、旗を支えるポールの長さは 6 m 10 cm。団旗は旗手隊長の管理下におかれ、旗手隊長の指示により、組み立て解体が行われ、主に旗手隊長により掲揚される。